# غلامعلی صفایی بوشهری
غلام‌علی صفایی بوشهری (زاده ۱ تیر ۱۳۳۸ بندر بوشهر) امام جمعه بوشهر و نماینده ولی فقیه در استان بوشهر و همچنین نماینده مجلس خبرگان رهبری در دوره ششم از استان تهران می‌باشد.
وی پس از تحصیلات دبیرستانی در مدرسه سعادت بوشهر در سال ۱۳۶۱ راهی حوزه علمیه قم شد؛ و با طی مراحل عالی تحصیل به تدریس حوزوی و نشر کتب آموزشی حوزه اشتغال داشت. وی در تاریخ ۱۵ اسفند ۱۳۸۷ پس از اسدالله ایمانی به عنوان نماینده ولی‌فقیه در استان بوشهر منصوب شد.

## مقالات
جایگاه علم در عرصه پیشرفت

## تحصیل و تدریس
او از ابتدا در حوزه علمیه قم و در مدرسه علمیه مدینة النور آغاز به تحصیل کرد.
استعداد و پشتکار ویژه و عنایات استادان بزرگ و توفیقات الهی موجب رشد و طی مدارج عالیه حوزوی وي گشت به ‌طوری‌ که در همان آغاز مورد توجه اعلام و بزرگان حوزه قرار گرفت و حائز کرسی رسمی تدریس در رشته ادبیات عرب گرديد و در این عرصه صاحب نظریه و دارای تألیفات کارشناسانه گشت و در ادامه در علوم مختلف حوزوي مانند فقه، اصول، تفسیر، تاریخ، رجال، اخلاق و حدیث در بالاترین مراتب آن به تحقیق، پژوهش، تدریس، تألیف و نوپردازی اصیل پرداخت و بسیاری از مشتاقان و نخبگان حوزوی از محضر درس ایشان بهره بردند.  وی در اوایل دهه ۸۰ شمسی تدریس خارج فقه و اصول را در قم آغاز کرد و درس خارج اصول، فقه و اخلاق ایشان از رونق و گرمی خاصی برخوردار می باشد.
همچنین در بعضی علوم غیرحوزوی نیز صاحب نظر و دارای تحصیلات دانشگاهی می‌باشد.

## استادان
استادان او عبارتند از:
- محمد بهجت فومنی
- سیدرضابهاءالدینی
- عزیزالله خوشوقت تهرانی
- میرزا جوادتبریزی
- حسین شب زنده دار جهرمی
- سیدموسی شبیری زنجانی
- حسین وحید خراسانی
- عبدالله جوادی آملی

## تألیفات
از تألیفات غلام‌علی صفایی بوشهری می‌توان به کتاب‌های زیر اشاره کرد:
- اعلام العماء
- با کاروان تا ماه من (سفرنامه اربعین)
- ماه بر نیزه (زندگینامه ابالفضل العباس)
- بیست گفتار در علم و فناوری
- پایان دنیا
- انوار الولایة (زندگینامه فاطمه معصومه)
- جنگ نرم
- ترجمه زیارت نامه حضرت فاطمه معصومه
- نسیم رحمت (زندگینامه امام هادی)
- فناوری
- مدیریت
- روش تحصیل ادبیات عرب در حوزه
- مغنی الأدیب (با همکاری برخی از استادان)
- شرح و ترجمه مغنی الأدیب (۴ جلد)
- آموزش صرف (با همکاری برخی از استادان)
- آموزش مقدماتی نحو
- بداءة النحو
- نهایة النحو
- بداءة التمارین
- النحو التطبیقی
- المتون للتعلیم و التدریب
- داستان‌های آسمانی
- چهل چراغ آسمان عصمت (۴۰حدیث از ۱۴معصوم)
- وقت ظهور نزدیک است
- سیمای تاریخ اسلام
- ترجمه صحیفه سجادیه
- انوار الهدیٰ (زندگینامه، تاریخ، داستان‌ها و احادیث ۱۴معصوم)
- موسوعة المعصومیة (به سفارش آستان فاطمه معصومه)